# Grotta di Sa Ucca de su Tintirriolu
Sa Ucca de su Tintirriolu è una grotta della città metropolitana di Sassari, situata nella zona di Bonu Ighinu, presso Mara e distante pochi chilometri dal santuario di Nostra Signora di Bonu Ighinu. Si apre nel calcare miocenico tipico del Meilogu. È una delle più belle grotte dell'area di monte Traessu. Costituita da due ingressi, di recente è stata collegata con la sovrastante grotta del Pozzaccio. Seconda in lunghezza dopo Su Peltusu che, a sua volta presenta il doppio ingresso, rappresenta una delle più lunghe della provincia di Sassari.
Fu esplorata per la prima volta nel 1969 da padre Antonio Furreddu, un sacerdote dedito alla speleologia. Nel 1971 fu visitata da Renato Loria e David H. Trump, e da qui le prime testimonianze archeologiche.

## Descrizione
Presenta un basso ingresso quasi nascosto da un masso ma ben segnalato, con altezza pari a circa 1,20 metri. Proseguendo verso l'interno per circa 10 metri, si giunge ad una porticina metallica sempre aperta. Si carponeggia un poco, per poi sbucare in una sala. D'ora in poi il soffitto tenderà a sollevarsi sino a 20-25 metri d'altezza. A circa 50 metri dall'ingresso, la grotta presenta una diramazione. Questa conduce in uno stretto ambiente e termina dopo una cinquantina di metri. Proseguendo invece nel ramo principale la grotta diventa tortuosa sino a giungere in una bella sala ornata e ricca di vasche. Proseguendo oltre ci si affaccia in un pozzo, il quale è possibile discendere solo su corda, con le relative attrezzature speleologiche.
All'interno della grotta scorre un torrentello perenne, che fuoriesce nella valle di Sa Molina.

## Archeologia
Notevole è l'importanza archeologica di questa grotta, tanto da aver dato il nome alla Cultura di Bonu Ighinu.
È stata rinvenuta una statuetta della Dea Madre, custodita nel Museo Sanna, Sassari. Non è da meno anche dal punto di vista faunistico: presenta varie specie di chirotteri.

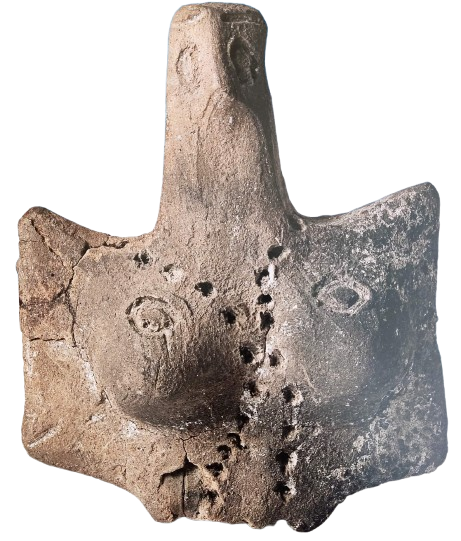
Dea Madre, Grotta Tintirriolu, (Mara)